# VTB United League
VTB United League (em russo:  Единая Лига ВТБ;português: Liga Unida VTB) é uma competição internacional profissional de basquetebol fundada em 2008. Sua temporada inaugural como sendo o topo do basquetebol russo foi em  2013–14, bem como sendo a liga doméstica nacional da Rússia, com a equipe russa mais bem colocado na liga também a ser os campeões russos. Seu objetivo é unir os principais clubes de basquete do Leste Europeu e Norte da Europa. O campeonato é patrocinado pelo VTB Bank.

## Formato
Na sua temporada inaugural 2009-10 o formato de liga, contou com clubes da Estônia, Letônia, Lituânia, Rússia e Ucrânia. Para a temporada 2010-11, equipes da Finlândia, Polônia e Bielorrússia foram adicionados à liga. A temporada 2011-12 contou com um total de 18 equipes, com novas equipes que foram adicionadas a partir de República Checa e Cazaquistão. Na temporada 2012-13, o número de equipes aumentou para 20. O número de equipes foi reduzida a 16 para a temporada 2014-15, e as equipes da Ucrânia e da Lituânia deixaram de participar da competição.

## História
O primeiro passo para a criação da liga foi uma competição chamada VTB United League Promo Cup sediada em Dezembro de 2008 na cidade de Moscou. A final deste torneio foi disputada em 22 de dezembro com a vitória do CSKA Moscou sobre o BC Khimki por 70-66 e o BC Kyiv finalizando na terceira colocação.

### Unificação com a Premier League da Rússia
Em maio de 2012, todos os clubes Premier League se reuniram para decidir qual o formato seria usado para a próxima temporada, e os diretores de alguns clubes levantaram a possibilidade de união com o VTB United League, para produzir uma maior concorrência entre os clubes de basquete na Rússia. Eles sugeriram que a nova liga seria nomeada Liga de Basquete Profissional do Leste Europeu.
Em julho de 2012, o Conselho da VTB United League deu uma decisão definitiva. Foi decidido que a Premier League continuar por mais um ano, com alguns dos jogos da VTB United League, que teve lugar entre dois clubes russos sendo contado como jogos PBL. O primeiro nível clubes russos, em seguida, substituiu o PBL com a VTB United League como seu novo campeonato nacional nacional, começando com a temporada 2013-14.
A VTB United League foi oficialmente reconhecida pela  FIBA Europa em Setembro de 2013. A liga foi oficialmente reconhecida pela FIBA em Outubro de 2014. A liga necessitava ser reconhecida por ambos os orgãos, por que a liga estava operando com clubes que constam na Zona Europeia e na Zona Asiática da FIBA.

## Regras de Capacidade de Arena
Para fazerem parte da VTB United League, os clubes participantes necessitam possuir arenas que comportem públicos de ao menos 3.000 lugares.

### Clubes Atuais
Estes são as equipes que disputaram a liga na temporada 2021–22:

## Campanhas
| Clube           | 2008 (8)       | 09–10 (8)    | 10–11 (12) | 11–12 (18) | 12–13 (20) | 13–14 (20) | 14–15 (16) |
| --------------- | -------------- | ------------ | ---------- | ---------- | ---------- | ---------- | ---------- |
| Tsmoki-Minsk    | GS             | GS           | GS         | GS         | 15th       |            |            |
| Nymburk         | GS             | GS           | GS         | 14th       |            |            |            |
| Kalev/Cramo     | GS             | bgcolor=gold | GS         | GS         | GS         | 9th        |            |
| Bisons Loimaa   | 13th           |              |            |            |            |            |            |
| Espoon Honka    | GS             |              |            |            |            |            |            |
| Torpan Pojat    | QR             |              |            |            |            |            |            |
| Astana          | bgcolor=gold   | 1/8          | 1/8        | 8th        |            |            |            |
| ASK Rīga        | 7th            |              |            |            |            |            |            |
| VEF Rīga        | GS             | GS           | 1/4        | GS         | 10th       |            |            |
| Lietuvos rytas  | GS             | 3rd          | GS         | 1/2        |            |            |            |
| Neptūnas        | GS             | GS           |            |            |            |            |            |
| Šiauliai        | QR             |              |            |            |            |            |            |
| Žalgiris        | 5th            | 3rd          | 1/8        | 1/8        | 3rd        |            |            |
| Anwil           | QR             |              |            |            |            |            |            |
| Prokom          | 8th            | GS           | GS         |            |            |            |            |
| Turów           | GS             | GS           |            |            |            |            |            |
| Avtodor         | 7th            |              |            |            |            |            |            |
| CSKA            | 1st            | 1st          | 2nd        | 1st        | 1st        | 1st        | 1st        |
| Dynamo          | 4th            |              |            |            |            |            |            |
| Enisey          | GS             | GS           | 1/8        | 11th       |            |            |            |
| Khimki          | 2nd            | 4th          | 1st        | 1/4        | 4th        | 1/4        | 2nd        |
| Krasny Oktyabr  | 1/8            | 12th         |            |            |            |            |            |
| Krasnye Krylia  | GS             | 1/4          | 1/4        | 16th       |            |            |            |
| Lokomotiv Kuban | 4th            | 2nd          | 1/4        | 3rd        |            |            |            |
| Nizhny Novgorod | 1/8            | 1/4          | 2nd        | 4th        |            |            |            |
| Spartak         | 1/4            | 1/8          | 1/8        |            |            |            |            |
| Triumph         | 1/8            | 1/4          |            |            |            |            |            |
| UNICS           | 2nd            | 3rd          | 2nd        | 1/4        | 1/2        | 6th        |            |
| Zenit           | bgcolor=gold\| | 5th          |            |            |            |            |            |
| Azovmash        | 6th            | GS           | 4th        | GS         | GS         | GS         |            |
| Budivelnik      | GS             |              |            |            |            |            |            |
| Dnipro          | GS             | QR           |            |            |            |            |            |
| Donetsk         | GS             | 1/8          | GS         |            |            |            |            |
| Kyiv            | 3rd            |              |            |            |            |            |            |

## Títulos
| VTB United League Promo-Cup |

| Temporada       | Finais e sede do Final Four          | Finais      | Finais     | Finais          | Third and fourth place | Third and fourth place | Third and fourth place |
| Temporada       | Finais e sede do Final Four          | Ouro        | Placar     | Prata           | Bronze                 | Score                  | Fourth Place           |
| --------------- | ------------------------------------ | ----------- | ---------- | --------------- | ---------------------- | ---------------------- | ---------------------- |
| 2008 Details    | Russia · (USK CSKA, Moscow) †        | CSKA Moscow | 70–66      | Khimki          | Kyiv                   | 86–73                  | Dynamo Moscow          |
| 2009–10 Details | Lithuania · (Sports Hall, Kaunas)    | CSKA Moscow | 66–55      | UNICS           | Žalgiris               | 78–72                  | Khimki                 |
| 2010–11 Details | Russia · (Basket Hall, Kazan)        | Khimki      | 66–64      | CSKA Moscow     | UNICS                  | 95–75                  | Azovmash               |
| 2011–12 Details | Lithuania · (Siemens Arena, Vilnius) | CSKA Moscow | 74–62      | UNICS           | Lietuvos rytas         | 91–83                  | Lokomotiv-Kuban        |
| 2012–13 Details | In home and away court               | CSKA Moscow | 3–1 Series | Lokomotiv-Kuban | Žalgiris               | Did not play           | Khimki                 |
| 2013–14 Details | In home and away court               | CSKA Moscow | 3–0 Series | Nizhny Novgorod | UNICS                  | Did not play           | Lietuvos rytas         |
| 2014–15 Details | In home and away court               | CSKA Moscow | 3–0 Series | Khimki          | Lokomotiv-Kuban        | Did not play           | Nizhny Novgorod        |
| 2015-16         | In home and away court               | CSKA Moscow | 3–1 Series | UNICS           | Zenit                  | Did not play           | Khimki                 |

|  |  |